# (7418) Akasegawa
(7418) Akasegawa ist ein Asteroid des inneren Hauptgürtels, der am 11. März 1991 von den japanischen Astronomen Tetsuya Fujii und Kazurō Watanabe am Kitami-Observatorium (IAU-Code 400) in der Unterpräfektur Okhotsk in Hokkaidō in Japan entdeckt wurde.
Der Asteroid wurde am 9. Januar 2001 nach dem japanischen avantgardistischen Künstler und Schriftsteller Genpei Akasegawa (1937–2014) benannt, der sich der Neo-Dada-Bewegung um Ushio Shinohara, Shūsaku Arakawa und Masanobu Yoshimura anschloss. In seiner ersten Einzelausstellung lud er mit vergrößerten Nachbildungen von 1000-Yen-Noten ein, was ihm eine Anklage wegen Banknotenfälschung einbrachte.